# Вельф VII
Вельф VII (нем. Welf VII.; ок. 1130/1140 — 12 сентября 1167) — маркграф Тосканы и герцог Сполето с 1160 года, сын Вельфа VI и Уты фон Кальв.

## Биография
Точный год рождения Вельфа VII неизвестен.
Вельф VII был одним из соратников императора Священной Римской империи Фридриха I Барбароссы. С 1154 года он принимает участие в итальянских походах императора.
В 1160 году Вельф VI, отец Вельфа VII, доверил ему управление итальянскими владениями — Тосканской маркой и герцогством Сполето, сам же сосредоточился на управлении швабскими владениями.
Вельф VII воевал с пфальцграфом Тюбингена Гуго II из-за графства Кальв (Tübinger Fehde). В 1166 году вышел из этой войне победителем благодаря императору.
Осенью 1166 года Фридрих I Барбаросса предпринял очередной поход в Италию. В 29 мая 1167 года армия под командованием архиепископов Кёльна Райнальда фон Дасселя и Майнца Кристиана I фон Бух одержала победу над папской армией в битве при Тускулуме. В составе этой армии был и Вельф VII. Однако в августе в армии разразилась эпидемия малярии. Одной из её жертв стал Вельф VII, умерший 12 сентября в Сиене. Похоронили Вельфа VII в основанном его отцом монастыре Стайнгаден.
Женат Вельф VII не был, детей не оставил.